# Una bossa de bales
Una bossa de bales o Una bossa de boles (originalment en francès: Un sac de billes) és una pel·lícula dramàtica francesa del 2017 dirigida per Christian Duguay, basada en la novel·la autobiogràfica homònima de Joseph Joffo. És la segona vegada que la novel·la s'adapta al cinema a partir d'Un sac de billes (1975). La pel·lícula va guanyar el premi del públic a la millor narrativa al 37è Festival de Cinema Jueu de Filadèlfia. La pel·lícula també va ser competidora del premi del jurat al Festival de Cinema Jueu d'Atlanta. S'ha doblat i subtitulat al català sota el títol d''Una bossa de bales; també s'ha editat una versió en valencià per a À Punt amb el nom d'Una bossa de boles.

## Sinopsi
A la França ocupada durant la Segona Guerra Mundial, dos joves germans jueus, en Maurice i en Joseph, són enviats pels seus pares a la zona italiana, i fan gala de coratge, intel·ligència i enginy mentre escapen dels ocupants i intenten reunir la seva família.

## Repartiment i personatges
- Batyste Fleurial com a Maurice
- Patrick Bruel com a Roman
- Elsa Zylberstein com a Anna
- Bernard Campan com a Amboise Mancelier
- Kev Adams com a Ferdinand
- Christian Clavier com a doctor Rosen
- César Domboy com a Henri
- Ilian Bergala com a Albert
- Emile Berling com a Raoul Mancelier
- Jocelyne Desverchère com a Marcelle Mancelier
- Coline Leclère com a Françoise
- Holger Daemgen com a Alois Brunner
- Michael Smadja com a Simon
- Lucas Prisor com a controlador alemany
- Frédéric Épaud